# Laurent Cassegrain
Laurent Cassegrain (Chartres, ca. 1629-Chaudon, 31 de agosto de 1693) fue un sacerdote católico y físico francés. 
Hijo de Mathurin Cassegrain and Jehanne Marquet, Laurent Cassegrain fue profesor de ciencias en el colegio Pocquet de Chartres y también sacerdote de Chaudon, en la región francesa de Eure-et-Loir, cargo que ejerció desde 1654. Si las cartas descritas por M. de Bercé son realmente de Cassegrain, algunos de sus intereses fueron la acústica, la mecánica y la óptica. 

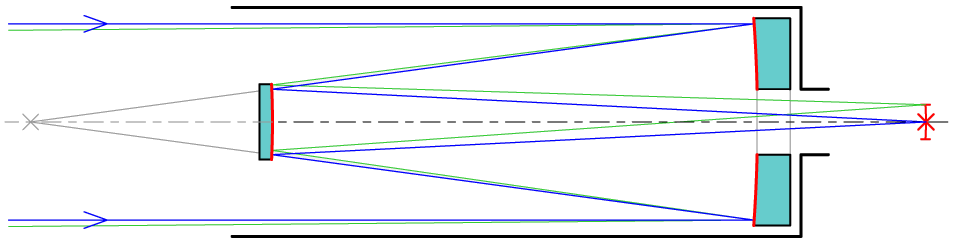
Telescopio reflector de Cassegrain

El telescopio que hoy lleva su nombre, el telescopio de Cassegrain, es un tipo de telescopio muy utilizado en la actualidad en sus distintas variantes; y aunque no se ha llegado a saber con certeza absoluta si su inventor fue Laurent Cassegrain o algún otro Cassegrain, un estudio llevado a cabo por André Baranne y François Launay indica que sí fue Laurent quien desarrolló el sistema, que se compone de un espejo primario parabólico, un espejo secundario hiperbólico y un tercero colocado de forma oblicua que refleja la luz hacia el observador. 
En 1970, la Unión Astronómica Internacional nombró en su honor el cráter lunar Cassegrain.